# Biblioteca del Club de la Unión
La Biblioteca Raúl Gómez Lince se encuentra ubicada dentro del Club de la Unión en la ciudad de Guayaquil, en el centro urbano de la ciudad, cerca del Palacio de Cristal al final del Malecón 2000. La biblioteca fue fundada al poco tiempo después de la conformación del Club de la Unión que se dio en el año de 1869 por Carlos Stagg Flores. La información acerca de esta primera biblioteca es escasa debido al Gran Incendio de Guayaquil, acaecido el 5 y 6 de octubre de 1896, que consumió el edificio. Dos años después, en 1898, Juan Vallarino Miró cónsul de Perú en la ciudad de Guayaquil organizó la nueva biblioteca con suscripciones de periódicos extranjeros, a esto se sumó el aporte de obras que fueron donadas por los socios y que fue impuesto como estatuto entre los socios de club; así la biblioteca fue enriquecida con ejemplares donados por jóvenes guayaquileños que viajaban a países europeos, los cuales traían libros y revistas de Francia e Inglaterra.

## Ubicación de la biblioteca
La biblioteca del Club de la Unión tuvo varias ubicaciones en la actual sede. Al principio, y por muchos años, se encontraba en el Salón de Directorio, donde la prensa nacional e internacional reposaba sobre la gran mesa de sesiones. Posteriormente, pasó a un salón con vista al río Guayas. La biblioteca actual que lleva el nombre del jurisconsulto Raúl Gómez Lince (1919-1991), fue creada por Pedro Pablo Gómez Santos en el año 2001.

## Manuscritos
En esta biblioteca se encuentran: las actas de sesiones del Club de la Unión de Guayaquil, desde 1896; un Poder otorgado por doña María Francisca Rocafuerte y Rodríguez de Bejarano, cónyuge del ingeniero don Luis Rico y Pérez y hermana del doctor Vicente Rocafuerte y un cablegrama del general Eloy Alfaro Delgado, dirigido al Comandante de Armas del Chimborazo el 9 de enero de 1877; el registro de visitantes del Club Universitario de Guayaquil, del 24 de diciembre de 1914 al 27 de noviembre de 1924; y de la cónyuge del pintor ecuatoriano Manuel Rendón Seminario (1894-1980), la francesa Paulette Everard de Rendón (1902-1982). Entre varios impresos se destaca la colección de invitaciones y partes mortuorios hecha por don Enrique Gallegos Naranjo, cuyo volumen I recoge documentos entre 1882-1900 con 114 ítems y volumen II de 1900-1930 con 375 ítems. Desde hace varios años se reúnen en esta biblioteca impresos invitaciones y recortes periodísticos, así como fotografías y otros recuerdos relacionados con la vida y personajes guayaquileños.

## Fondo bibliográfico más antiguo
El libro más antiguo de la Biblioteca del Club de la Unión, se trata de la obra de Antonio de Solís y Rivadeneyra, Historia de la Conquista de México. Población y Progresos de la América Septentrional conocida por el nombre de Nueva España, Escríbela Don Antonio de Solís.... Con Licencia en Sevilla en este presente Año de 1773. El tomo suelto Número 43 de 1801, con descripciones de Guayaquil de El Viajero Universal o Noticia del Mundo Antiguo y Nuevo, obra recopilada de los mejores viajeros, editada entre 1795 y 1801 en 43 volúmenes con las siglas D.P.E.P. de Pedro Mariano de los Ángeles Estala Ribera. El libro más antiguo ecuatoriano es una obra del gran escritor ambateño Juan Montalvo, Siete tratados. Una edición de Garnier Hermanos de El Cosmopolita, también de la autoría de Montalvo.

### Volúmenes escritos por Víctor Manuel Rendón
De la amplia bibliografía de Víctor Manuel Rendón, escrita tanto en francés como español, la biblioteca contiene muchas obras con dedicatorias a la Biblioteca: Lorenzo Cilda (1979), El matrimonio eugénico (1923), Telefonemas (1908), Con Victoria y Gloria, Paz (1923), Olmedo 11-lomme dé Etat et poete Americaine chantre de Bolívar (1904), Héros des Andes (1904); Encantamientos patrios (1929), Obras dramáticas, dos volúmenes (1927 y 1931); Ecos de amor y guerra (1927); Himnos, votos y homenajes (1937), Teatro (1937), Flammes et Cendres (1905), Cuadro heroico (ca. 1934); El ausentismo (1923); Madrinas deguerra (1924); Hoy, ayer y mañana (ca. 1922); Edith Cavell (ca. 1921); La Columna a los Próceres del Nueve de octubre de 1820 (1918).

### Adquisiciones y donaciones
Notables donaciones han incrementado sus fondos como aquellas de don Elías Ward con una colección de 1.500 libros. Asimismo, destacamos la donación 900 tomos en el mes de marzo de 2004 del licenciado Armando Espinel Elizalde, de la valiosa biblioteca de su padre el doctor Armando Espinel Mendoza. Además, recibimos 600 libros donados por el doctor Fernando Noboa Bejarano.
En el año 2012 ingresaron notables fondos a la Biblioteca del Club de la Unión, al adquirirse una de las últimas grandes bibliotecas privadas de la ciudad, con el acervo de los ilustres ciudadanos don J. Gabriel Pino Roca y don Clemente Pino Ycaza. Con ella se adquirió el archivo de estos intelectuales, un conjunto de más de 800 piezas, que incluyen documentos desde el siglo XVII, dibujos, grabados y fotografías. El Club de la Unión posee varias obras de estudios genealógicos, como la Enciclopedia Heráldica y Genealógica Hispano Americana de Alberto y Arturo García Carraffa. Con la antigua biblioteca de don Clemente Pino Ycaza nuestra Biblioteca es la segunda colección genealógica en importancia de Guayaquil.
Nuestro consocio y antiguo director de la Biblioteca, doctor Jorge Pino Vernaza, hizo una donación de un conjunto extraordinario de documentos consistentes en su mayoría a obras literarias –alguna inéditas- del Cantor de Junín.
Otras donaciones destacadas entre los años 2012 y 2013 han sido las realizadas por don José Antonio Gómez Iturralde, al entregar una muy valiosa colección de periódicos guayaquileños de principios del siglo XIX, y un conjunto de más de 50 000 obras de carácter histórico que están destinadas a distribuirse entre los planteles educativos del Ecuador y para el sistema de canje de la Biblioteca. Ponderamos la generosidad del escritor guayaquileño Leonardo Valencia Assogna, residente en Barcelona, quien además de importantes obras históricas y literarias nos donara la biblioteca jurídica de su padre el doctor Manuel Valencia Vázquez con más de 500 obras. Don Stanley Wright Roggiero donó las obras del reconocido escritor francés Víctor Hugo, publicadas en su lengua materna.
En el año 2013 doña Alda De Prati Cavanna aportó a nuestro enriquecido fondo bibliográfico 200 libros de la más reconocida literatura universal.

### La Biblioteca en la actualidad
La biblioteca está decorada con notables obras de arte, destacándose el busto en bronce del insigne guayaquileño José Joaquín de Olmedo, del escultor Firmin Marcelin Michelet (n. 1875), alumno de Alexandre Falguiére (1831-1900), el célebre escultor francés autor del monumento a José Joaquín de Olmedo, obra que se encuentra frente al edificio del club.
Entre sus colecciones se encuentran un proyecto especial por el bicentenario de Guayaquil. Colección que cuenta con libros como: Fiscalidad colonial de las Cajas Reales de Guayaquil en el siglo XVIII, Guayaquil: Dos siglos de liderar el desarrollo socioeconómico del Ecuador, Visiones literarias de Guayaquil, Guayaquil: historia crítica de la ciudad y su arquitectura y Guayaquil en la República.
El fondo en su totalidad consta de 70.000 volúmenes que pueden ser consultados por la comunidad.